# (55636) 2002 TX300
(55636) 2002 TX300 ist ein transneptunisches Objekt, das im Oktober 2002 entdeckt wurde. Das Kuipergürtelobjekt ist als Cubewano klassifiziert und hat einen Durchmesser von 286 ± 10 Kilometern.

## Entdeckung
2002 TX300 wurde am 15. Oktober 2002 durch das NEAT-Programm entdeckt.
Nach seiner Entdeckung ließ sich 2002 TX300 auf Fotos vom 27. August 1954 identifizieren und so seine Umlaufbahn relativ genau berechnen. Seither wurde der Planetoid durch verschiedene Teleskope beobachtet. Im Januar 2018 lagen 374 Beobachtungen über einen Zeitraum von 63 Jahren bei 20 Oppositionen vor.

## Eigenschaften

### Umlaufbahn

Die Bahn von 2002 TX_{300} (blau) im Vergleich zu denen von Haumea (grün) und Neptun (grau)

2002 TX300 umkreist die Sonne auf einer elliptischen Umlaufbahn (Bahnexzentrizität = 0,123) zwischen 37,75 und 48,38 AE Abstand. Die Bahn ist 25,86° gegenüber der Ekliptik geneigt. Die Umlaufzeit beträgt 282,62 Jahre. Er wird sein Perihel Mitte 2059 erreichen. Zurzeit ist er etwa 42,5 AE von der Sonne entfernt.
Er ist Mitglied der Haumea-Familie und ein Stück von Haumeas ursprünglichem Eismantel. Alle bekannten Mitglieder der Haumea-Familie – inkl. 2002 TX300 und dem Haumea-Mond Hiʻiaka – haben zusammengenommen jedoch nur etwa 2 % von Haumeas Masse.

### Größe
Anlässlich einer Sternbedeckung am 9. Oktober 2009 konnte der Durchmesser von 2002 TX300 auf 286 ± 10 km bestimmt werden. Zuvor wurde er mit Schätzungen bis zu 640 km Durchmesser noch als Zwergplanetenkandidat betrachtet.

### Rotation
2002 TX300 rotiert in 8 Stunden und 7 Minuten einmal um seine Achse. Eine doppelt so lange Rotationsperiode kann jedoch – sollte der Planetoid unregelmäßig geformt sein – nicht gänzlich ausgeschlossen werden.

### Oberfläche
Das Objekt hat eine sehr hohe Albedo von 0,88, weswegen seine Größe anfänglich um ein Mehrfaches überschätzt wurde. Die helle Oberfläche besteht überwiegend aus Wassereis, worauf starke entsprechende Absorptionsbanden in seinem Spektrum hinweisen. Die mineralogische Analyse lässt auf einen nennenswerten Anteil größerer (H2O)-Eispartikel schließen. Demgegenüber ist das Vorkommen von Tholinen außerordentlich gering, was auf eine kürzlich erfolgte weitere Kollision zurückgeführt wird.